# Робін Девідсон
Робін Девідсон (англ. Robyn Davidson; нар. 6 вересня 1950, Майлз) — австралійська письменниця, авторка пригодницького роману «Стежки» про її 2700-кілометрову подорож з центру австралійського континенту (місто Аліс-Спрингс), через малонаселені райони й пустелі Австралії до берегів Індійського океану. Її кар'єра подорожей та їх описів охоплює період у понад 30 років.

## Біографія
Робін Девідсон народилася на тваринницькій станції Стенлі Парк, поблизу містечка Майлза, у штаті Квінсленд, і була другою дочкою у сім'ї. Мати вчинила самогубство, коли Робін було 11 років, тому її в основному виховувала неодружена тітка по батьковій лінії, Джилліан. Вона також вчилася в школі-інтернаті для дівчаток у Брисбені. Їй була призначена музична стипендія, але дівчинка відмовилась від неї. У Брисбені батько Девідсон мав спільний дім з сім'єю біологів і вивчав зоологію. Пізніше Робін поїхала у Сідней і жила богемним життям як членкиня клубу «Push».
У 1975 році Девідсон переїхала у місто Аліс-Спрингс для роботи з верблюдами, плануючи здійснити одиночний перехід через Австралійську пустелю. Протягом двох років вона навчалася навичкам приручення і поводження з верблюдами, а також навчалася виживати у суворих умовах пустелі. Бере участь у русі за відстоювання земельних прав аборигенів.
Кілька років в середині 1980-х мала близькі стосунки з Салманом Рушді, з яким її познайомив їх спільний знайомий Брюс Чатвін.
Девідсон часто переїжджала, мала будинки у Сіднеї, Лондоні та Індії. Останні роки вона проживає у містечку Каслмейн, Вікторія, Австралія.

## Роман «Стежки»
У 1977 році Девідсон вирушає з Аліс-Спрингс через пустелю на західне узбережжя Австралії, з собакою та чотирма верблюдами, Дуки (великий самець), Буб (менший самець), Зелейка (самиця) та Голіаф (дитинча Зелейки). Вона не мала наміру писати про свою подорож, але врешті на прохання журналу «National Geographic» погодилася написати для нього статтю. Зустрівши фотографа цього журналу Ріка Смолана у Аліс-Спрингс, вона наполягла на тому, що він буде фотографом її подорожі. Смолан, з яким у неї були романтичні стосунки під час подорожі, виїжджав їй назустріч три рази протягом дев'яти місяців подорожі. Стаття у «National Geographic», яка була опублікована у 1978 році, привернула такий інтерес до цих подій, що Девідсон вирішила написати про них книгу. Вона поїхала у Лондон, де жила у Доріс Лессінг під час написання книги, яку назвала «Стежки». Книга виграла інавгураційну премію Томаса Кука «Travel Book» у 1980 році і премію «Товариства сліпих». На початку дев'яностих Смолан опублікував фотографії з подорожі з Робін Девідсон. Публікація включала в себе інтерактивні історії, і фото компакт-диски, зроблені для широкої публіки.
Було висловлено припущення, що одна з причин неймовірної популярності роману «Стежки», особливо серед жінок, в тому, що Девідсон «знаходилась в пустелі, як жінка, зі своєї власної волі, а не як доповнення до чоловіка».
Подорож Девідсон через пустелю запам'яталася корінними австралійцями, з якими вона зіткнулася на цьому шляху. Художник Жан Берк згадує Девідсон в картині під назвою «Верблюжа леді», на виставці художників «Warakurna», яка була проведена у Дарвіні в 2011 році. Батько Берка, містер Едді, мандрував разом з Девідсон через землі «Ngaanyatjarra», направляючи її до джерел води на цьому відрізку шляху. Девідсон згадує містера Едді у своєму романі.
У 2013 році за сюжетом роману був знятий фільм «Стежки» режисера Джона Курана з Мією Васіковською (Робін Девідсон) та Адамом Драйвером (Рік Смолан, фотограф «National Geographic») в головних ролях. Фільм був номінований на ювілейному 70-му Венеціанському кінофестивалі.